# South Milton
South Milton är en by och en civil parish i South Hams i Devon i England. Orten har 385 invånare (2011). Byn nämndes i Domedagsboken (Domesday Book) år 1086, och kallades då Mideltone/Miltitona. Det inkluderar Upton och Sutton.